# Manettia flexilis
Manettia flexilis é uma espécie de dicotiledónea pertencente à família Rubiaceae, descrita em 1915.